# Sorgues (folyó)
A Sorgues folyó Franciaország területén, a Dourdou de Camarès jobb oldali mellékfolyója.

## Földrajzi adatok
A folyó Aveyron megyében a Francia-középhegységben ered 810 méterrel a tengerszint felett, és Vabres-l’Abbaye városkánál ömlik be a Dourdou de Camarès-be. Hossza 46,4 km.
Mellékfolyói az Annou, Verzolet és Vailhauzy.

## Megyék és városok a folyó mentén
- Aveyron: Fondamente, Saint-Félix-de-Sorgues, Saint-Affrique